# Alexis Pierron
Pour les articles homonymes, voir Pierron.
Pierre-Alexis Pierron (1814-1878) est un helléniste français.

## Biographie
Né à Champlitte (Haute-Saône) le 17 juillet 1814, Alexis Pierron fut élève du collège de Langres (1828) puis de l'École normale (1834). Agrégé ès-lettres en 1837, il devint maître surveillant à l'École normale puis attaché, comme professeur de rhétorique au lycée Saint-Louis et au collège Louis-le-Grand à Paris.
Il est mort à Charmoilles (Haute-Marne), où il avait une résidence secondaire, le 30 novembre 1878.

## Œuvres
Alexis Pierron est principalement l’auteur d’une volumineuse Histoire de la littérature grecque (1850)  et d'une Histoire de la littérature romaine (1852), ouvrages plusieurs fois réédités.
Il a traduit Aristote (Métaphysique, 1840, qui a fait son renom), Eschyle (Théâtre, 1841), Marc Aurèle (Pensées, 1843) et Plutarque en français (Vies des hommes illustres, 1843-1845). Il a aussi publié L'Iliade d'Homère en 1869.
Il a écrit aussi un essai sur Voltaire (Voltaire et ses maîtres, 1866) ainsi que de nombreux manuels pédagogiques de langues anciennes.
Sous le pseudonyme de Capitaine Jorasse, il a publié le roman Hautecombe, chef-d'œuvre en 12 feuilletons en 1861.

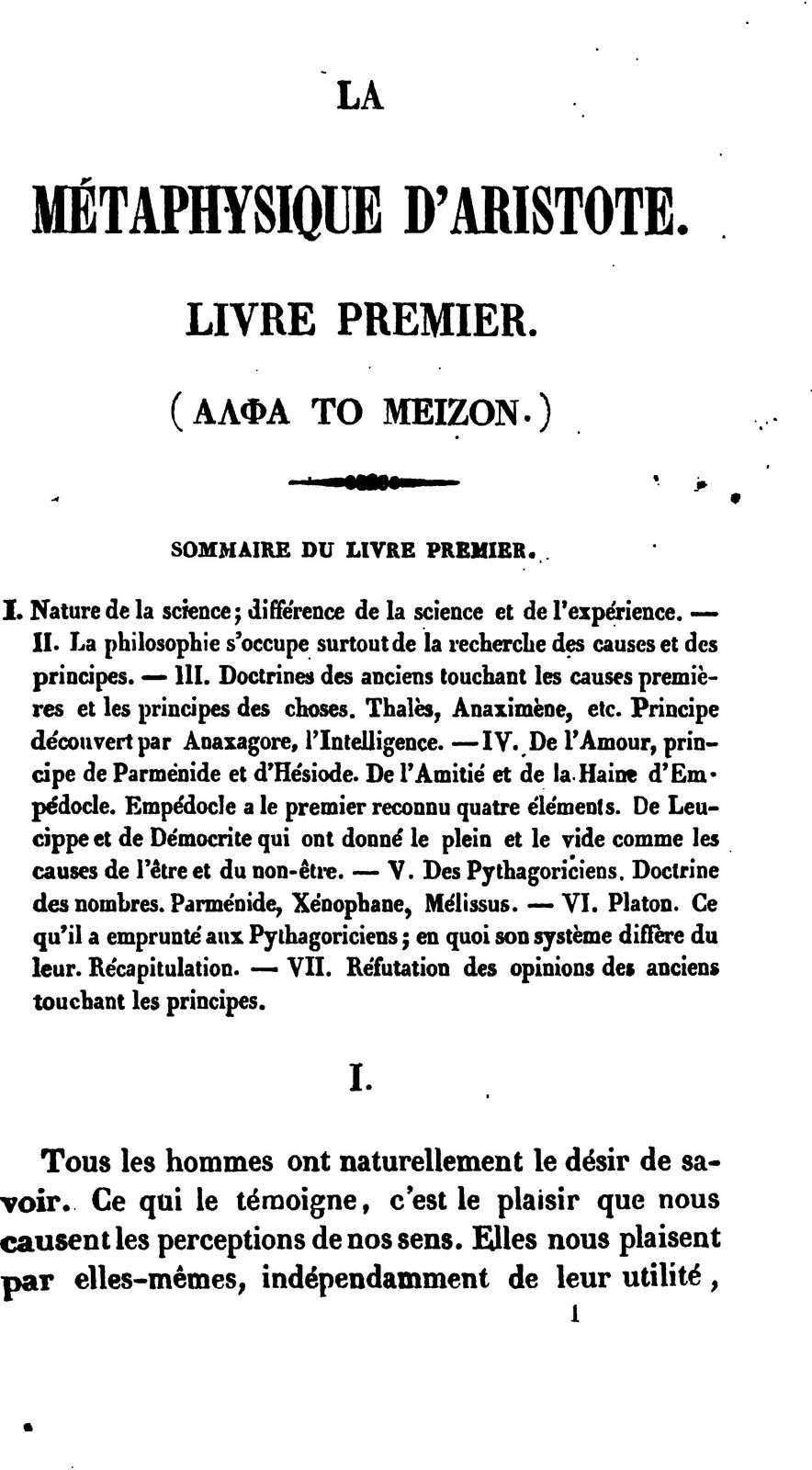
Aristote, La Métaphysique traduction de Pierron et Charles Zévort.